# Lorna (Name)
Lorna ist ein englischer und schottischer weiblicher Vorname.

## Herkunft

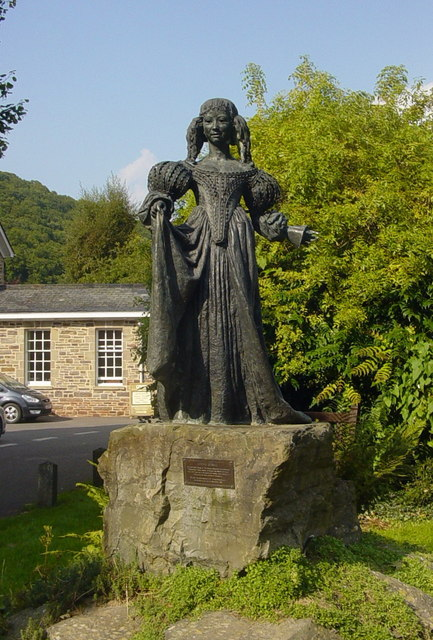
Statue von Lorna Doone in Dulverton, Somerset

Bei Lorna handelt es sich um eine weibliche Form des Namens Lorne, die der Autor Richard Doddridge Blackmore für die Hauptfigur seines Romans Lorna Doone (1869) ersann. Hauptsächlich dieser Roman war es auch, der Lorna als Frauennamen etablierte.

## Verbreitung
In Deutschland wird der Name seit 2011 alljährlich bei der Namenswahl berücksichtigt. Von 2010 bis 2023 wurde er etwa 120 Mal gewählt. Den Namen tragen in der Schweiz 113 Personen (Stand 2023). In Österreich kommt der Name nur selten in der Namensgebung vor. Von 1984 bis 2023 wurde er jeweils nur ein Mal im Jahr 2002, 2005 und 2011 vergeben.
Der Name tauchte in Frankreich nur im Jahr 2004 in den Top-500 auf. In den Niederlanden ist der Name seit Anfang der 1940er Jahre regelmäßig in den Vornamenschats anzutreffen. Lorna kommt in Belgien seit 1999 hin und wieder in den Hitlisten vor. In den Ländern Schweden, Dänemark und Norwegen ist der Name mäßig beliebt.
In England und Wales gehörte der Name im Jahr 1996 zu den 200 beliebtesten Vornamen. Seitdem ist seine Popularität stark rückläufig. Im Jahr 2010 lag er nur noch auf Rang 965. In Schottland belegte der Name von Ende der 1930er bis Mitte der 1990er Jahre stets einen Platz in den Top-100. Zwischen 1955 und 1984 lag er sogar konstant in den Top-50. In Nordirland kommt der Name seit 1997 fast jährlich in der Namensgebung vor. Der Name lag in Irland von 1973 bis 1999 stets in den Top-100 der Hitlisten. Den besten Platz erzielte er im Jahr 1995 mit Rang 54.
Der Name war in den USA von 1892 bis 1975 in den Top-1000 der Hitlisten. Von Anfang der 1920er bis zum Anfang der 1960er Jahre lag er in den Top-400. Von 1930 bis 2023 wurden circa 23.400 Mädchen so genannt. Der Name befand sich in Kanada von 1921 bis Anfang der 1950er Jahre fast jedes Jahr in den Top-100. Die beste Platzierung belegte er im Jahr 1931/1932 mit Rang 69. In Neuseeland lag der Name Lorna von 1903 bis 1943 dauerhaft in den Top-100. Die Hochphase endete im Jahr 1928 mit Rang 26, danach ging seine Beliebtheit stetig zurück.

## Varianten
- Weiblich: Lornah
- Männlich: Lorne[2]

## Namenstag
Da es keine Heilige dieses Namens gibt, kann der Namenstag an Allerheiligen (1. November) gefeiert werden.

## Namensträgerinnen
- Lorna Arnold (1915–2014), britische Historikerin
- Lorna Boothe (* 1954), britische Hürdenläuferin
- Lorna Bracewell (* 1984), US-amerikanische Musikerin
- Lorna Byrne (* 1953), irische Schriftstellerin
- Lorna Crozier (* 1948), kanadische Schriftstellerin
- Lorna Dyer (* 1945), US-amerikanische Eiskunstläuferin
- Lorna Gray (1917–2017), US-amerikanische Schauspielerin
- Lorna Griffin (* 1956), US-amerikanische Sportlerin
- Lorna Ishema (* 1989), ugandisch-deutsche Schauspielerin
- Lorna Luft (* 1952), US-amerikanische Sängerin und Schauspielerin
- Lorna Maitland (* 1943), US-amerikanische Schauspielerin
- Lorna Marshall (1898–2002), US-amerikanische Ethnologin
- Lorna Raver (* 1943), US-amerikanische Schauspielerin
- Lorna Simpson (* 1960), US-amerikanische Künstlerin
- Lorna Vevers (* 1981), schottische Curlerin
- Lorna Wing (1928–2014), britische Psychiaterin

### VarianteLornah
- Lornah Kiplagat (* 1974), niederländische Langstreckenläuferin

## Belege
1. 1 2  Lorna. In: Behind the Name. Abgerufen am 19. Juli 2017 (englisch).
2. 1 2 3  K. M. Sheard: Llewellyn’s Complete Book of Names. Llewellyn Publications, 2011, ISBN 0-7387-2368-1, S. 360.
3. 1 2 3 4  Lorna. In: Baby-Vornamen. Baby Vornamen, abgerufen am 25. März 2025 (deutsch).
4. ↑  Vornamen der Geborenen. In: STATISTIK AUSTRIA. Bundesanstalt Statistik Österreich, abgerufen am 25. März 2025 (deutsch).
5. ↑  Popularity in France. In: Behind the Name. Mike Campbell, abgerufen am 25. März 2025 (englisch).
6. ↑  Lorna. In: Nordicnames. Judith Ahrholdt, abgerufen am 25. März 2025 (englisch).
7. ↑  Popularity in England and Wales. In: Behind the Name. Mike Campbell, abgerufen am 25. März 2025 (englisch).
8. ↑  Popularity in Scotland. In: Behind the Name. Mike Campbell, abgerufen am 25. März 2025 (englisch).
9. ↑  Popularity in Ireland. In: Behind the Name. Mike Campbell, abgerufen am 25. März 2025 (englisch).
10. ↑  Popularity in the United States. In: Behind the Name. Mike Campbell, abgerufen am 25. März 2025 (englisch).
11. ↑  Popularity in Canada. In: Behind the Name. Mike Campbell, abgerufen am 25. März 2025 (englisch).
12. ↑  Popularity in New Zealand. In: Behind the Name. Mike Campbell, abgerufen am 25. März 2025 (englisch).